# Diven im Ring
Diven im Ring ist eine französische Filmkomödie von Jean-Marc Rudnicki aus dem Jahr 2013.

## Handlung
Die Kassiererinnen Colette, Evelyne und Jessica sowie Viviane von der Fleischtheke des Supermarkts Happy Market haben unter der peniblem Chefin Sandrine Pédrono nur wenig zu lachen. Jede von ihnen ist auf den Job angewiesen – auch die Neue Rose, die gerade aus dem Gefängnis entlassen wurde. Sie braucht eine Arbeitsstelle, um wenigstens theoretisch die Chance zu haben, ihren seit fünf Jahren in einer Pflegefamilie lebenden Sohn Mickaël zurückzukriegen. Ihren neuen Kolleginnen erzählt sie, wegen Hehlerei verurteilt worden zu sein. Als sie erfährt, dass Mickaël ein großer Wrestling-Fan ist, entschließt sie sich, für ihn Wrestlerin zu werden. Sie wendet sich an den alten Richard, der früher als Catcher Richard Löwenherz bekannt war, nun jedoch Boxer trainiert. Er ist nicht begeistert, als Catcher-Trainer zu arbeiten, stimmt jedoch zu, wenn Rose Mitstreiterinnen findet. Sie kann Colette, Evelyne und Jessica überzeugen, es mit dem Catchen zu versuchen. Da sich die übergewichtige Evelyne bereits beim ersten Training verletzt und ausfällt, stößt die herbe Viviane mit zum Team.
Ein Probetrainingskampf mit vier ehemaligen Kolleginnen Richards zeigt den vier Diven vom Happy Market, dass noch ein langer Trainingsweg vor ihnen liegt. Der Druck wächst, als sie erfahren, dass Barbesitzer Tonio bereits ein Match gegen eine Gruppe berüchtigter Mexikanerinnen geplant hat und dieses zu vermarkten beginnt. Die vier nutzen nun jede freie Minute, um zu üben, und bauen sich ein kleines Trainingsgelände auf dem Dach des Supermarktes. Das gute Klima verschlechtert sich, als die Frauen erfahren, dass Rose über ihre Gefängnisstrafe gelogen hat. In Wirklichkeit war sie in eine Schlägerei verwickelt, bei der ein Mann starb. Rose wird schließlich sogar entlassen, nachdem sie aufgrund einer Unachtsamkeit das Auto von Sandrine zerstört hat. Ihren Frust lässt Rose bei einem Trainingsmatch vor Publikum an Colette aus, die sie vor den Augen ihres Sohnes tatsächlich attackiert und verletzt. Anschließend verschwindet sie. Tonio weigert sich nun, die Diven vom Supermarkt weiterhin in seinem Programm zu präsentieren. Es scheint, als sei alles umsonst gewesen.
Die Diven sind inzwischen unter anderem durch eine kleine Schlägerei in einer Disko, die per Video den Weg ins Internet gefunden hat, lokale Bekanntheiten geworden. Unter dem Druck der Kunden sieht sich Sandrine gezwungen, Rose wieder einzustellen. Das Training geht weiter und bald haben alle Frauen die Charaktere gefunden, die sie auf der Bühne darstellen wollen. Colette geht als eine Art Wonder Woman, Jessica als verführerisches Cowgirl, Viviane als unheimliche Schlachterin und Rose als Lara Croft. Einigen von ihnen hilft das Training auch über persönliche Krisen hinweg, so erkennt Colette endlich, dass ihr Mann sie schon lange betrügt, und kann ihn verlassen, während die böse wirkende Viviane ihr Äußeres zu akzeptieren beginnt, auch wenn sie viel lieber brav wirken würde.
Beim Wrestling-Kampf gegen die Mexikanerinnen fehlt Rose plötzlich. Sie wollte sich mit ihrem Sohn aussprechen, der nach dem schief gegangenen Trainingskampf nichts mehr von ihr wissen wollte, doch ließ er es nicht zu. Nun stellt sie das ganze Vorhaben infrage; ihr Lara-Croft-Kostüm wirft sie weg. Es ist Richard, der sie dazu bringen kann, zurück in die Wettkampfhalle zu kommen. Er gibt ihr das Ringkostüm, das seine verstorbene Frau einst trug. Die Diven schlagen sich wacker im Ring, schaffen es jedoch nicht, die Mexikanerinnen zu besiegen. Dennoch werden sie nach dem Ende vom Publikum gefeiert und auch Rose und Mickaël nähern sich wieder an.

## Produktion

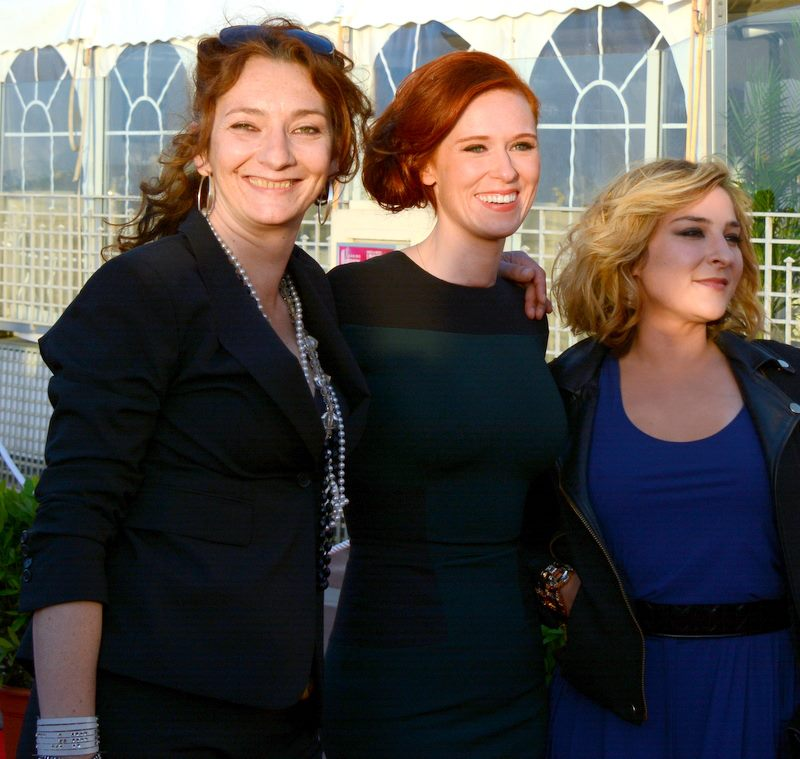
Corinne Masiero, Audrey Fleurot und Marilou Berry (v. l. n. r.) auf der Filmpremiere in Cabourg

Diven im Ring war das Langfilm-Regiedebüt von Drehbuchautor Jean-Marc Rudnicki, der bis dahin nur Regie bei Fernsehserienfolgen geführt hatte. Der Film wurde mit Unterstützung der WWE realisiert. So traten unter anderem WWE-Wrestler wie Eve Torres, CM Punk und The Miz im Film auf. Filmszenen entstanden unter anderem im Palais Omnisports de Paris-Bercy, im Zénith de Lille sowie in den Arènes de l’Agora in Évry. Der Supermarkt fand sich im Intermarché de la Mackellerie in Roubaix. Die Kostüme schufen Claire Lacaze und Marie-Laure Lasson, die Filmbauten stammen von Jean-Marc Tran Tan Ba.
Nachdem die WWE Studios auch die Vermarktung des Filmes in den USA übernahm, haben sie die Verfilmungsrechte erworben, um eine Neuverfilmung zu realisieren.
Der Film erlebte am 12. Juni 2013 auf dem Festival du Film de Cabourg seine Premiere und lief am 3. Juli 2013 auch in den französischen Kinos an, wo er von rund 266.000 Zuschauern gesehen wurde. Am 24. April 2014 kam der Film in die deutschen Kinos.

## Kritik
In Frankreich erhielt der Film gemischte bis negative Kritiken. Während Pierre Vavasseur in der Boulevardzeitung Le Parisien den Schauspielerinnen noch „beispiellose Darstellungen attestierte“, meinte Christophe Carrière in der Wochenzeitschrift L’Express, dass diese „attraktive Idee manchmal amüsante Szenen biete“, „aber das Drehbuch nicht gut genug geschrieben“ sei, „um beeindrucken zu können.“
Der Filmdienst beschreibt Diven im Ring als „eine augenzwinkernde Komödie auf den Spuren von Rocky, die mit gesundem Realismus, viel Humor und sympathisch-bodenständigen Darstellerinnen punktet“.

## Auszeichnungen
Auf dem Festival du Film de Cabourg gewann der Film den Publikumspreis.